# Bluffen
Bluffen is het geven van een valse indruk van zelfvertrouwen, kennis, kracht of een andere kwaliteit, met als doel om anderen te overtuigen, misleiden of beïnvloeden. Het wordt vaak geassocieerd met situaties waarin onzekerheid of competitie een rol speelt, zoals in kaartspellen, onderhandelingen of sociale interacties. Bij bluffen kan iemand doen alsof hij of zij een sterkere positie heeft dan in werkelijkheid het geval is, vaak met het doel om een voordeel te behalen of een gewenste reactie bij anderen uit te lokken.
Het begrip is nauw verbonden met strategie en psychologie en wordt zowel als vaardigheid als morele kwestie bediscussieerd, afhankelijk van de context waarin het wordt toegepast.

## Verschil met liegen en opscheppen
Het raakvlak tussen bluf en leugen is dat bluffen eveneens een indruk wekt die in strijd is met de waarheid, wie bluft liegt dus in principe ook. Zowel bluffen als liegen kan geschieden door glashard onware zaken te beweren of feiten te verdraaien, essentiële zaken te verzwijgen, of aan de waarheid onjuiste informatie toe te voegen. Wie bluft kan echter over het algemeen niet te ver van de waarheid blijven omdat hij tevens zo geloofwaardig mogelijk wil overkomen. Daarbij kan liegen over tal van zaken gaan, terwijl bluf altijd het overdrijven van het eigen kunnen en de eigen mogelijkheden betreft. Bovendien is de term 'liegen/leugen' expliciet negatief gekleurd, terwijl dit voor bluf niet geldt.
Bluffen lijkt eveneens op opscheppen daar bij beiden de eigen prestaties en mogelijkheden worden aangedikt. Bij opscheppen is er echter in principe slechts sprake van het benadrukken van eigen prestaties en mogelijkheden die op zich niet onwaar zijn. Bij bluffen is er in principe ook altijd ten minste sprake van overdrijving en dus meer dan alleen maar opscheppen. Bovendien geschiedt opscheppen ook zeer vaak om in het algemeen indruk te maken in een groep, terwijl de bluffer met zijn bluf vaak wel degelijk een concreet doel probeert te bereiken.

## Poker
Binnen het kaartspel poker is bluffen een zeer bekend fenomeen. Men kan bluffen door hoog in te zetten op iedere ronde of de inzet te verhogen. Deze hoge inzetten moeten worden beantwoord door de andere spelers, die dus de indruk krijgen dat iemand die zoveel inzet dus wel steengoede kaarten moet hebben. Het is mogelijk dat dit zo is, en dan is er dus geen bluf, maar veel vaker komt het voor de kaarten matig zijn of dat het succes afhankelijk is van de kaarten die nadien op tafel komen. In dit laatste geval spreekt men van 'semi-bluf', terwijl men bij het bluffen op uitgesproken slechte kaarten zonder potentieel spreekt van 'zuivere bluf'.
De andere spelers kunnen op hun beurt voor de bluf zwichten en 'folden' (de kaarten neerleggen waarna men niet meer meedoet maar ook afstand doet van reeds ingezette fiches), of doorgaan en dan wel eveneens bij te leggen ('callen') of zelfs de bluffer te overbluffen door de inzet zelf nogmaals te verhogen ('raisen'). Dit wekt weer onzekerheid bij de bluffer, die zou kunnen denken: 'Hmmmm, ze gaan zelfs nog hoger, blijkbaar heeft een van hen toch wel ontzettend sterke kaarten'. Uiteraard houdt iedere speler er ook rekening mee dat de medespelers kunnen en zullen bluffen, waarbij ook lichaamstaal, de stem, en de al op tafel uitgelegde kaarten mee zullen spelen in hun beslissingen en speelgedrag.

## Onderhandelingen
Bluf komt eveneens veel voor in het bedrijfsleven, waarbij men de eigen onderhandelingspositie wil versterken. Men kan voordoen dat men een aantrekkelijk alternatief voor onderhandelen heeft, veel meer te bieden heeft dan in werkelijkheid het geval is, of zelfs loze dreigementen uiten.
Men kan bijvoorbeeld bij een vriendelijke overname als overnemer het management van de overgenomen partij onder druk zetten met het dreigement dat als alternatief een vijandig bod wordt overwogen, terwijl de overnemer het er in werkelijk bij zou laten zitten. Een werkgever kan de werknemer dreigen met direct ontslag, tenzij deze doet wat de werkgever hem vraagt (bijvoorbeeld het accepteren van een demotie of ongewenste overplaatsing), wetend dat een ontslagprocedure juridisch zoveel voeten in de aarde heeft dat hij er nooit aan zal beginnen. De werknemer kan op zijn beurt dreigen als klokkenluider op te treden, wetend dat hij eigenlijk onvoldoende of geen belastend bewijs heeft en eigenlijk helemaal niet zoiets wil doen met ogen op de eigen reputatie en arbeidsmarktpositie.
Window dressing is een voorbeeld van bluf door middel van financiële (ken)getallen. De ondernemer zal vlak voor balansdatum de geldmiddelen zodanig verdelen dat dit een gunstiger balans oplevert, daarmee betere kengetallen, en daarmee ook betere leenvoorwaarden bij banken en een hogere aandelenkoers. Een veelvoorkomende manier van het op papier verbeteren van de financiële positie is het opzettelijk te laat betalen van crediteuren.
Aangezien bluf in onderhandelingen zeer veel voorkomt, geldt dit ook voor politiek. Ook in verkiezingen wordt veelvuldig gebluft. Bij kabinetsformaties en internationale besprekingen is het niet ongebruikelijk in de onderhandelingen de voordelen aan te dikken van het met de eigen partij in zee gaan en eventueel een gunstig alternatief te presenteren.